# Angie Dickinson
Angie Dickinson (nacida Angeline Brown; estado de Dakota del Norte, 30 de septiembre de 1931) es una actriz de cine y televisión estadounidense, ganadora de un Globo de Oro.
Ha trabajado con directores como Howard Hawks, Samuel Fuller, John Boorman, Sydney Pollack y Gus Van Sant, codeándose con estrellas como John Wayne, Frank Sinatra, Dean Martin, Marlon Brando y Harrison Ford, pero se la recuerda principalmente por su interpretación de la sargento Leann "Pepper" Anderson en la influyente serie de televisión La mujer policía, la primera de su género protagonizada por una mujer y que fue un precedente de Los Ángeles de Charlie.

## Biografía

### Primeros años
El verdadero nombre de Angie Dickinson, la segunda de tres hijas, es Angeline Brown. Nació en Kulm, Dakota del Norte, y sus padres eran Frederica y Leo H. Brown, quien era editor y director de un periódico local de la ciudad.
En 1942, su familia se mudó a Burbank, California. Se graduó de la Escuela Secundaria Bellamarine Jefferson en 1947, a los 15 años de edad. Tenía habilidad para la escritura, y ya el año anterior había ganado el Sexto Concurso Anual de Ensayos de la Carta de Derechos. 
Estudió en la Universidad Glendale Community College y en 1954 se graduó en la carrera de administración de empresas. Con la ayuda de su padre, originalmente quería ser escritora. Cuando era estudiante, de 1950 a 1952, trabajaba como secretaria en la Terminal Aérea Lockheed en Burbank (actualmente conocido como Bob Hope Airport) y en una fábrica de papel.

### Inicios de su carrera
En 1953, fue segunda en un concurso de belleza. Poco tiempo después de su matrimonio con Gene Dickinson, decidió ponerse como seudónimo Angie Dickinson. Fue contratada por la NBC para aparecer en varios programas televisivos, incluyendo The Colgate Comedy Hour. Pronto conoció a Frank Sinatra quien se convirtió en su amigo por el resto de su vida. Años después, Dickinson interpretaría a la esposa de Sinatra en la película Ocean's Eleven.
En el día de Año Nuevo de 1954, Dickinson debutó como actriz en un episodio de la serie Death Valley Days. Esto la llevó a interpretar otros papeles en producciones como Buffalo Bill Jr, ocho episodios de Matinee Theatre, General Electric Theater, The Life and Legend of Wyatt Earp, Broken Arrow, Gunsmoke, Cheyenne, Meet McGraw, The Restless Gun, Perry Mason, Mike Hammer, Wagon Train, Men Into Space, y un giro memorable como una cómplice de asesinato en un episodio de 1964 de la clásica serie The Fugitive, junto con David Janssen y la estrella invitada Robert Duvall. En 1965, interpretó a Carol Tredman en Dr. Kildare.
Aunque Dickinson tuvo una carrera en el cine moderadamente exitosa durante casi dos décadas, y trabajó con los principales directores y actores de los 1950 y los 60, en esos años no fue reconocida como una actriz de talento; su estrellato vino después. 
Su carrera en el cine comenzó con papeles menores en Lucky Me (un cameo en 1954) junto a Doris Day, The Return of Jack Slade (1955), Man with the Gun (1955), y Hidden Guns (1956). Tuvo su primer papel protagónico en Gun the Man Down (1956) con James Arness, y en la película de Sam Fuller China Gate (1957), que describió tempranamente los conflictos internos en Vietnam. 
Rechazando el estilo rubio platinado de Marilyn Monroe y Jayne Mansfield porque sentía que nublaría sus posibilidades de trabajo, Dickinson solo permitió que le cambiaran el color castaño de su cabello a rubio oscuro. 
A principios de su carrera, apareció principalmente en westerns, como Shoot-Out at Medicine Bend (1957) coprotagonizada con James Garner. Uno de sus trabajos menos conocidos, y más sorprendentes, fue el doblaje de la voz de Sara Montiel en la película Yuma, seguramente debido a las limitaciones de Sara con el inglés.

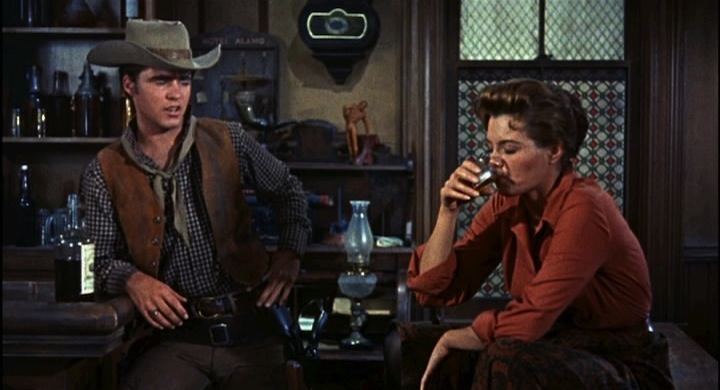
Dickinson en Río Bravo.

### Río Bravo
Fue otro western lo que la propulsó a ser conocida en Hollywood: la película Río Bravo, de Howard Hawks (1958), donde interpretó a una jugadora compulsiva llamada Feathers que se siente atraída por el sheriff local, interpretado por el ídolo de su infancia, John Wayne. La película fue coprotagonizada por Dean Martin, Ricky Nelson y Walter Brennan. Cuando Hawks vendió su contrato personal con ella a un estudio más grande sin informarle, se sintió considerablemente disgustada, ya que se desvanecían sus esperanzas de que el director la eligiera sobre Lauren Bacall para sus películas.

### Trabajos con Sinatra y Brando
A principios de 1960, Dickinson protagonizó numerosas películas, convirtiéndola en una de las actrices más prominentes de la década, protagonizando The Bramble Bush con Richard Burton y Ocean's Eleven con Frank Sinatra. Luego trabajó en el documental político A Fever in the Blood (1961); en un melodrama basado en el Congo Belga llamado The Sins of Rachel Cade (1962) donde interpretaba a una enfermera voluntaria tentada por la lujuria; y en Rome Adventure (también conocida como Lovers Must Learn) en 1962; y en Jessica de Jean Negulesco (1962) con Maurice Chevalier, como una joven que envidia a las mujeres casadas de su ciudad. También compartiría la pantalla con su amigo Gregory Peck en la comedia dramática Captain Newman, M.D.
En The Killers, una película que originalmente iba a ser hecha para televisión pero que fue enviada a los cines debido a su contenido violento, Angie, alcanzando la cumbre de sus habilidades como femme fatale, es golpeada por su novio, interpretado por el futuro presidente de los Estados Unidos Ronald Reagan en su último papel como actor. 
Dickinson coprotagonizó la comedia The Art of Love (1965), donde es la mujer con la que sueñan James Garner y Dick Van Dyke. Tuvo un éxito moderado en las películas que hizo durante el resto de la década de los 60 y principios de los 70: en la producción de Arthur Penn y Sam Spiegel, La jauría humana (1966), trabajó junto con estrellas como Marlon Brando, Jane Fonda, Robert Redford, Robert Duvall, Miriam Hopkins y otros.
La mejor película de Dickinson de esta década fue el clásico de John Boorman Point Blank (1967) con Lee Marvin como un ladrón traicionado y convicto que escapa de Alcatraz (fue la primera película filmada en la famosa prisión) deseoso de venganza y de recuperar el dinero que cree le pertenece. Siguiendo el estilo de la época, la película no tuvo mucha audiencia ni mucha apreciación de la crítica hasta muchos años después. En 1969, protagonizó otro western, Young Billy Young con Robert Mitchum y Jack Kelly, y Sam Whiskey en donde le dio su primer beso en pantalla al joven Burt Reynolds. En 1971, interpretó a una lasciva maestra de escuela en la comedia Pretty Maids All in a Row con Rock Hudson, y a una médica desquiciada en la película de ciencia ficción The Resurrection of Zachary Wheeler. Uno de sus papeles más recordados es la viuda Wilma McClatchie en Big Bad Mama (1974) con William Shatner y Tom Skerritt.

### La mujer policía
Dickinson regresó a la pantalla chica en marzo de 1974 para interpretar a un personaje en un episodio de la antológica serie Police Story. Esa aparición como estrella invitada fue tan popular que la NBC decidió crear una serie de detectives semanal llamada La mujer policía, donde interpretaría a la primera policía mujer exitosa en la televisión. (Beverly Garland y Anne Francis ya habían hecho papeles similares, pero sus programas habían durado poco tiempo). Dickinson interpretó a la sargento Leann "Pepper" Anderson, una policía rubia con clase, miembro de la Unidad de Conspiración Criminal del Departamento de Policía de Los Ángeles. Como mujer dura pero encantadora, Pepper adopta una serie de disfraces para hacer que los criminales caigan en manos de la justicia. 
El papel consolidó la fama de Dickinson como sex symbol de más de 40 años. Se convirtió en un icono popular de los años 1970. La mujer policía se emitió en más de setenta países, convirtiéndose en el programa más exitoso en muchos de ellos. Fue esencialmente la respuesta femenina de la NBC a otra serie de detectives de la década de 1970 protagonizada por hombres, como Hawaii Five-O, Kojak, The Streets of San Francisco, McMillan and Wife, The Rockford Files y Baretta, las cuales se emitían en tres canales diferentes. 
El coprotagonista de la serie era el actor Earl Holliman (quien reemplazó a Bert Convy, quien había personificado a Crowley en el episodio piloto), como el jefe ítalo-americano de Anderson y su amigo de toda la vida, el Sargento Bill Crowley. Además, en el elenco figuraban Ed Bernard y Charles Dierkop como los investigadores Joe Styles y Pete Royster, respectivamente. El primer día de rodaje, tanto Dickinson como Holliman se dieron cuenta de que tenían muy buena química en pantalla, por lo que los escritores comenzaron a basar sus guiones en esto. 
En una ocasión, Dickinson le dio una oportunidad a la hija de su jefe de actuar en el papel de su hermana menor autista, Cheryl, durante la temporada de 1974; el papel solo duró unos pocos episodios. 

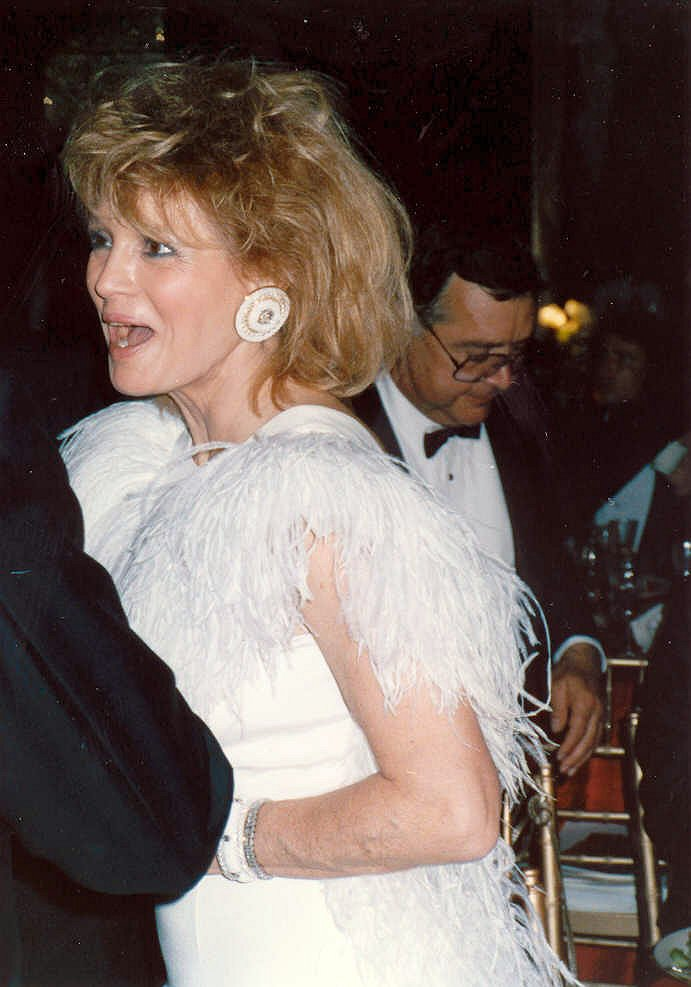
Dickinson luego de la entrega de los Premios Oscar en 1989.

Durante su cuarta temporada (generalmente reconocida como su mejor año) La mujer policía obtuvo un éxito rápido y considerable. Sin embargo, a finales de la cuarta temporada, de 1978, la serie tuvo su año más difícil, ya que la audiencia decayó debido a los cambios de horarios en la NBC y el nivel de los guiones era muy parecido a cuando el programa recién comenzaba. Como consecuencia, la NBC decidió cancelar la serie luego de cuatro temporadas y 91 episodios. Pese a esto, Dickinson disfrutó interpretando a la atractiva policía en uno de los programas policiales más influyentes de la historia de la televisión, y sería siempre recordada por este papel. El mismo año que el programa terminó, volvió a interpretar a Pepper Anderson en el especial de televisión, Ringo, coprotagonizado por Ringo Starr y John Ritter; también formó parte de los Especiales de Navidad de Bob Hope para la NBC, y, en 1987, estuvo presente como estrella invitada en un episodio navideño de Saturday Night Live.
El impacto de La mujer policía fue tal que no solo influyó en otras películas y series protagonizadas por heroínas mujeres bellas pero fuertes, como Los Ángeles de Charlie, La Mujer Biónica y La Mujer Maravilla a finales de los años 1970, sino que también inspiró una oleada de solicitudes de mujeres para trabajar en departamentos de policía en Estados Unidos. Los periodistas dijeron que estaban sorprendidos por la cantidad de mujeres policías que, al preguntárseles cómo habían elegido ese oficio, habían respondido que su influencia había sido la serie. 
En 1987, el Departamento de Policía de Los Ángeles premió a Dickinson con un doctorado honorario, lo cual la llevó a decir en broma: «Ahora pueden llamarme 'Doctora Pepper».

### La década de 1980
Tras aparecer en miniseries televisivas, como Pearl (1978), Dickinson regresó a la pantalla grande en el thriller de Brian De Palma Dressed to Kill (1980), por el que ganó un Premio Saturn a la Mejor Actriz. Amada por algunos y odiada por otros (en gran parte por su violencia y su lenguaje vulgar), la película muestra a Dickinson durante 35 minutos, hasta que su personaje muere asesinado en un ascensor. La crítica elogió su actuación y actualmente la película es vista como una de las pioneras en el género macabro, con el silencioso acecho de Dickinson en el laberinto del museo de la ciudad de Nueva York como uno de los mejores momentos del largometraje. 
A pesar de los éxitos en su carrera que supusieron La mujer policía en los 70 y Dressed to Kill en 1980, el respeto hacia Dickinson como actriz había empezado a decaer; en los 60 y a principios de los 70, nadie cuestionaba su talento. 
Tuvo un papel menos importante en Death Hunt con Charles Bronson en 1981, así como en Charlie Chan and the Curse of the Dragon Queen. A principios de ese año, había tenido la opción de interpretar a 'Krystle Carrington' en la serie televisiva Dynasty, pero rechazó el papel, que terminó siendo interpretado por Linda Evans. Dado el éxito de la serie, esto fue uno de sus mayores errores profesionales. 
Tras abandonar en 1980 su propia comedia, producida por Johnny Carson, The Angie Dickinson Show (después de solo dos episodios) porque no sentía que era lo suficientemente graciosa, comenzó a trabajar en Cassie & Co., un intento de volver a la televisión que no tuvo éxito. Más tarde protagonizaría películas para televisión como One Shoe Makes it Murder (1982), Jealousy (1984), A Touch of Scandal (1984), Hollywood Wives (1985), y Stillwatch (1987). Dickinson también condujo el programa Saturday Night Live el 12 de diciembre de 1987. 
En el cine, volvió a interpretar a Wilma en Big Bad Mama II (1987) y trabajó en la película para televisión Kojak: Fatal Flaw, donde se reencontró con Telly Savalas. Además, protagonizó con Willie Nelson el western de 1988 Once Upon a Texas Train.
En 1982, cuando tenía cincuenta años y aún no se había sometido a una cirugía, una lista de diseñadores de Hollywood y de artistas del maquillaje la posicionaron primera en su lista de Mejores Figuras de Actrices de Hollywood.

### Década de 1990 y años posteriores
En 1993, Dickinson apareció en la miniserie futurista de televisión Wild Palms, producida por Oliver Stone, donde interpretó a la hermana sádica y militar de la figura política Tony Kruetzer. Ese mismo año protagonizó la bizarra película de Gus Van Sant Ellas también se deprimen, como la dueña de un spa en Montana; Uma Thurman y un elenco de estrellas no pudieron salvar el argumento, ya que la película ha sido nombrada la peor de los 90. En 1995, interpretó a la esposa de Burt Reynolds en el thriller The Maddening; apareció en el remake de Sabrina con Harrison Ford; e interpretó a la madre de Rick Aiello y Robert Cicchini en la comedia National Lampoon's The Don's Analyst. En 1997, sedujo al anciano Artie (Rip Torn) en un episodio de "The Larry Sanders Show", de HBO, titulado "Artie and Angie and Hank and Hercules".
Durante la primera década del nuevo milenio, Dickinson interpretó a una vagabunda alcohólica, madre de Helen Hunt, en Pay it Forward (2000) con Kevin Spacey; a la abuela de Gwyneth Paltrow en Duets (2000); y a la madre de Arliss Howard en la película Big Bad Love (2001) con Debra Winger. 
Habiendo aparecido en la versión original de Ocean's Eleven (1960) con sus amigos Frank Sinatra y Dean Martin, cuatro décadas más tarde haría un breve cameo en la versión de 2001 con George Clooney. Dickinson es a menudo mencionada como una miembro honoraria del Rat Pack. 
Ávida jugadora de póker, Dickinson, durante el verano boreal de 2004, participó en la segunda temporada de Celebrity Poker Showdown, emitido en el canal estadounidense Bravo. Tras anunciar su nombre, el anfitrión Dave Foley dijo: «A veces, cuando decimos "Celebridad", a eso nos referimos». 
Dickinson ha recibido el premio Roughrider, otorgado por el estado de Dakota del Norte.

### Matrimonio y descendencia

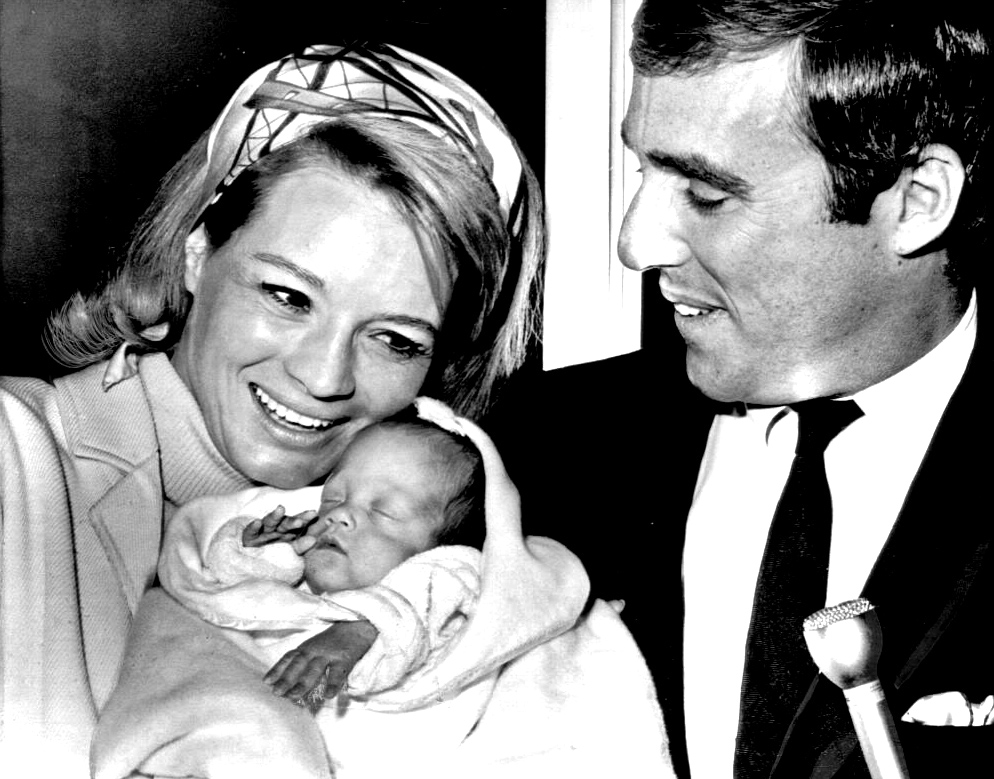
Angie Dickinson con Nikki Bacharach y su esposo, el compositor y pianista Burt Bacharach.

Entre 1952 y 1960, Angie estuvo casada con Gene Dickinson, un jugador de fútbol americano. De ese matrimonio obtuvo su nombre profesional.
Se la relacionó románticamente con Frank Sinatra (1915‑1998), al que Dickinson llamó «el hombre más importante de mi vida» (debido al poder que él tenía cuando se conocieron, a mediados de los años cincuenta) y con el que tuvo «una relación muy cómoda» durante diez años. Continuaron siendo amigos hasta la muerte de él, en 1998. También se la vinculó con el actor David Janssen (1931‑1980), y presuntamente con el presidente John F. Kennedy (1917‑1963), aunque ella ha elegido no hablar sobre esos rumores. 
Entre 1965 y 1980 estuvo casada con el pianista y compositor Burt Bacharach (1928‑2023).
Dickinson temporalmente abandonó su carrera, aunque aún aparecía ocasionalmente en películas como el western The last challenge (1967), con Glenn Ford, y la comedia Some kind of nut (1969).
Su hija Lea Nikki Bacharach (1966‑2007), conocida como Nikki, nació prematuramente por tres meses en 1966 y finalmente se le diagnosticó síndrome de Asperger. Sus problemas hicieron que, para cuidarla, Dickinson rechazara varios papeles. Nikki pasó muchos años en el Wilson Center, un instituto psiquiátrico para adolescentes localizado en Faribault (estado de Minnesota). Aunque Nikki obtuvo un título de geóloga, sus problemas de vista, contraídos tras su nacimiento prematuro, hicieron que le resultara imposible proseguir una carrera en ese campo. Incapaz de convivir con los efectos del Asperger, el 4 de enero de 2007, a los cuarenta años de edad, Nikki se quitó la vida por asfixia en su apartamento en Los Ángeles, utilizando una bolsa plástica y helio.

## Nominaciones

### Premios Emmy
Nominaciones en la categoría Mejor Protagonista Femenina de Serie Dramática: 
- 1975 - Mujer Policía
- 1976 - Mujer Policía
- 1977 - Mujer Policía

### PremiosGlobo de Oro
Nominaciones en la categoría Mejor Actriz de Serie Dramática: 
- 1976 - Mujer Policía
- 1977 - Mujer Policía
- 1978 - Mujer Policía

## Premios

### PremiosGlobo de oro
Premios Globo de Oro ganados en la categoría Mejor Actriz de Serie Dramática: 
- 1975 - Mujer Policía

## Filmografía
- Lucky Me (1954)
- Tennessee's Partner (1955)
- The Return of Jack Slade (1955)
- Man with a Gun (1955)
- Hidden Guns (1956)
- Down Liberty Road (1956)
- Tension at Table Rock (1956)
- Gun the Man Down (1956)
- The Black Whip (1956)
- Shoot-Out at Medicine Bend (1957)
- China Gate (1957)
- Calypso Joe (1957)
- Run of the Arrow (1957) (voz de Sara Montiel)
- I Married a Woman (1958)
- Cry Terror! (1958)
- Río Bravo (1959)
- Frontier Rangers (1959)
- I'll Give My Life (1959)
- The Bramble Bush (1960)
- Ocean's Eleven (1960)
- A Fever in the Blood (1961)
- The Sins of Rachel Cade (1961)
- Rome Adventure (1962)
- Jessica (1962)
- Capitán Newman (Captain Newman, M.D.) (1963)
- Código del hampa (1964)
- The Art of Love (1965)
- The Chase (1966)
- Cast a Giant Shadow (1966)
- The Poppy Is Also a Flower (1966)
- The Rock (1967)
- Point Blank (A quemarropa, 1967)
- The Last Challenge (1967)
- Sam Whiskey (1969)
- Some Kind of a Nut (1969)
- Young Billy Young (1969)
- The Love War (1970) Telefilm
- Pretty Maids All in a Row (1971)
- The Outside Man (1972)
- Big Bad Mama (1974)
- The Angry Man (1979)
- Klondike Fever (1980)
- Dressed to Kill (1980)
- Charlie Chan and the Curse of the Dragon Queen (1981)
- Death Hunt (1981)
- Dial 'M' for Murder (1981) Telefilm
- Big Bad Mama II (1987)
- Prime Target (1989)
- Ellas también se deprimen (1993)
- The Maddening (1995)
- Sabrina (1995)
- The Sun, the Moon and the Stars (1996)
- The Last Producer (2000)
- A dúo (2000)
- Pay It Forward (2000)
- Scene Smoking: Cigarettes, Cinema & the Myth of Cool (2001) (documental)
- Big Bad Love (2001)
- Ocean's Eleven (2001) (Cameo)
- Elvis Has Left the Building (2004)
- 3055 Jean Leon (2006) (documental)